# یایا فورته
یایا فورته (ایتالیایی: Iaia Forte؛ ‏ ۱۶ مارس ۱۹۶۲) بازیگر اهل ایتالیا بود.
از فیلم‌ها یا برنامه‌های تلویزیونی که وی در آن نقش داشته است می‌توان به سیاه‌چاله‌ها، ای پادشاه، عسل، زیبایی بزرگ، استرادیواری، لئوپاردی، فروشگاه بزرگ، اتوبوس شب، خبرهایی از محل حفاری و من ناپلئون را کشتم اشاره کرد.
فورته در سال ۱۹۹۷ برنده جایزهٔ روبان نقره‌ای بهترین بازیگر زن شده است.